# Thế kỷ 21
Thế kỷ 21 Công Nguyên là thế kỷ hiện tại tính theo lịch Gregorius. Thế kỷ này bắt đầu từ ngày 1 tháng 1 năm 2001 và sẽ kết thúc vào ngày 31 tháng 12 năm 2100, tức là bằng 100 năm. Thế kỷ 21 là thế kỷ đầu tiên của thiên niên kỷ 3.

## Những sự kiện, thành tích và mốc phát triển

### Chính trị

#### Thay đổi địa giới quốc gia và lãnh thổ
Trong thế kỷ XXI, một số lãnh thổ đã giành được độc lập. Dưới đây là các quốc gia có chủ quyền đã giành được độc lập trong thế kỷ XXI và được Liên Hợp Quốc công nhận.
- Đông Timor (Timor-Leste)[3] ngày 26 tháng 5 năm 2002
- Montenegro ngày 3 tháng 6 năm 2006
- Nam Sudan ngày 9 tháng 7 năm 2011

Các vùng lãnh thổ dưới đây đã tuyên bố độc lập và có quyền tự chủ tương đối về an ninh nhưng chỉ được một số quốc gia thành viên Liên Hợp Quốc công nhận:
- Kosovo ngày 17 tháng 2 năm 2008 (công nhận hạn chế)
- Nam Ossetia ngày 26 tháng 8 năm 2008 (công nhận hạn chế)
- Abkhazia ngày 26 tháng 8 năm 2008 (công nhận hạn chế)

Các vùng lãnh thổ dưới đây đã tuyên bố độc lập và có quyền tự chủ tương đối về an ninh nhưng không được quốc gia nào công nhận:
- Nhà nước Hồi giáo Iraq và Levant vào tháng 6 năm 2014. Nhà nước Hồi giáo Iraq và Levant đã tuyên bố chủ quyền trên nhiều vùng lãnh thổ thuộc chủ quyền Iraq, Syria và Libya. Tổ chức này được xem là một tổ chức khủng bố.

Các vùng lãnh thổ dưới đây được sáp nhập vào từ phần đất của một quốc gia có chủ quyền, hành động này chỉ được một số thành viên LHQ công nhận:
- Krym sáp nhập từ Ukraina vào Liên bang Nga ngày 18 tháng 3 năm 2014

### Khoa học và công nghệ
- Thiết lập thành công bản đồ cấu trúc E8 của nhóm Lie, thể hiện mối liên hệ giữa lý thuyết dây với hình học.

### Vụ du khách
- Vụ du khách Việt Nam bỏ trốn tại Đài Loan 2018

### Xung đột và khủng bố

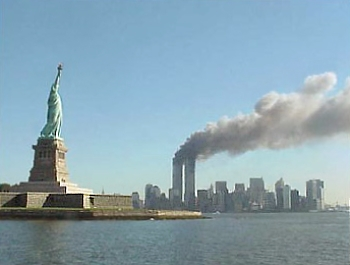
Sự kiện 11 tháng 9

- Ngày 11 tháng 9 năm 2001, al-Qaeda dùng máy bay tấn công vào Trung tâm thương mại thế giới và Lầu Năm Góc (Ngũ Giác Đài), làm thiệt mạng gần 3000 người. Đó là sự kiện 11 tháng 9. Vụ khủng bố ngày 11 tháng 9 là một trong những sự kiện quan trọng đáng chú ý nhất trong thế kỷ XXI, và là một trong những vụ khủng bố gây thiệt hại nhiều nhất về tất cả các mặt kinh tế, xã hội, chính trị, văn hóa, và quân sự của lịch sử Hoa Kỳ cũng như những nơi khác trên thế giới.
- Chiến tranh Afghanistan (2001–2021)
- Chiến tranh Nga – Ukraina (2014–nay) dẫn đến sự xâm lược Ukraina

### Dịch bệnh toàn cầu
- SARS bùng phát từ tháng 11 năm 2002 đến tháng 7 năm 2003 khởi đầu từ Hồng Kông, lây lan ra 37 quốc gia trên thế giới.
- Đại dịch cúm bùng phát từ đầu năm 2009 đến năm 2010 khởi đầu từ Bắc Mỹ.
- Bùng phát virus Zika từ tháng 4 năm 2015 đến năm 2016, khởi đầu từ Châu Mỹ.
- Đại dịch COVID-19 [4]bùng phát từ tháng 12 năm 2019 khởi đầu từ thành phố Vũ Hán, Trung Quốc, lây lan ra hơn 200 quốc gia và vùng lãnh thổ trên thế giới.

### Lũ lụt
- Mưa và lũ miền Trung Việt Nam vào đầu tháng 10 năm 2010.
- Lũ lụt miền Trung Việt Nam từ ngày 6 tháng 10 đến ngày 1 tháng 12 năm 2020.

### Hỏa hoạn
- Vụ hỏa hoạn Tòa nhà ITC ở Quận 1, Thành phố Hồ Chí Minh vào lúc 13h30 chiều Thứ Ba ngày 29 tháng 10 năm 2002.
- Vụ hỏa hoạn chung cư mini ở Khương Hạ vào tối ngày 12 tháng 9 năm 2023.

### Thể thao
- 2001: Jennifer Capriati đánh bại Martina Hingis tại chung kết giải quần vợt Australia mở rộng. John Ruiz đánh bại Evander Holyfield để giành đai vô địch hạng nặng thế giới của WBA. Liverpool đoạt cú ăn 3 với Cup Liên Đoàn, Cup FA và Cup UEFA. Goran Ivanišević đánh bại Patrick Rafter tại giải quần vợt Wimbledon. David Beckham sút phạt như sách giáo khoa giúp đội tuyển Anh giành suất tham gia Word Cup 2002. Lennox Lewis đánh bại Hasim Rahman qua đó giành lại chức vô địch quyền anh hạng nặng thế giới của WBC và IBF.
- 2002: Đoàn thể thao Trung Quốc giành chiến thắng tại ASIAD XIV diễn ra tại Busan, Hàn Quốc với 308 huy chương trong đó 150 HCV, 84 HCB, 74 HCĐ. Word Cup 2002 diễn ra tại Nhật Bản và Hàn Quốc. Đội lên ngôi vô địch Brasil; Á quân Đức. Real Madrid lên ngôi vô địch UEFA Champions League. "Người ngoài hành tinh" Ronaldo de Lima giành lại Quả bóng vàng Châu Âu sau 3 năm vật lội với chân thương đầu gối. Đội tuyển Nga lần đầu vô địch Davis Cup trước đối thủ là đội tuyển Pháp. Thế vận hội mùa đông diễn ra tại Hoa Kỳ với chiến thắng thuộc về đoàn thể thao Na Uy với 25 huy chương trong đó 13 HCV, 5 HCB và 7 HCĐ. Micheal Schumacher phá kỉ lục trên đường đua F1 với 64 lần chiến thắng.
- 2003: SEA Games 22 lần đầu tiên diễn ra tại Việt Nam và đoàn thể thao chủ nhà đã về vị trí đầu tiên với 346 huy chương, trong đó 158 HCV, 97 HCB và 91 HCĐ. Micheal Schumacher lần thứ 6 vô địch thế giới môn đua xe F1 và nới rộng kỷ lục của mình với 70 lần chiến thắng. Ông trùm Abramovich mua lại Chelsea với giá 100 triệu USD. David Bechkham chuyển qua thi đấu cho Real Madrid với giá 41 triệu USD. AC Milan lên ngôi vô địch UEFA Champions League sau 9 năm chờ đợi.
- 2004: Đội tuyển Việt Nam thất bại thảm hại tại Tiger Cup qua đó Singapore lên ngôi vô địch khi đánh bại Indonesia ở trận chung kết. Thế vận hội mùa hè diễn ra tại Athens, Hy Lạp. Thế vận hội thứ 28 diễn ra sô đổ nhiều kỷ lục như số quốc gia, VĐV tham gia nhiều nhất từ trước tới giờ (2004) với hơn 11.000 VĐV và khoảng 5.000 quan chức của 202 quốc gia khác nhau trên thế giới. Mỹ tiếp tục khẳng định vị thế khi giành vị trí nhất bảng với 101 huy chương, trong đó 36 HCV, 39 HCB và 26 HCĐ. Tay vợt Sharapova của Nga có một năm hoàn mĩ khi vô địch 3 danh hiệu cá nhân Pháp mở rộng, Wimbledon, Mỹ mở rộng và 1 danh hiệu đồng đội Fed Cup. Micheal Schumacher lần thứ 7 vô địch thế giới môn đua xe F1 và nới rộng kỷ lục của mình với 83 lần chiến thắng. Hy Lạp bất ngờ vô địch Euro khi đánh bại chủ nhà Bồ Đào Nha trong trận chung kết. Porto với Monaco là 2 cái tên bất ngờ của C1 khi băng băng tới trận chung kết và chiến thắng thuộc về thầy trò người Bồ Đào Nha, José Mourinho.
- 2005: Cua-rơ người Mỹ Lance Amstrong giành chức vô địch Vòng đua nước pháp lần thứ 7 liên tiếp. Tay vợt người Thụy Sĩ Roger Federe khẳng định vị thế của mình khi 3 lần liên tiếp vô địch giải Wimbledon. Năm nay là một năm chói sáng của Ronaldinho khi anh đã thâu tóm nhiều danh hiệu cá nhân lớn nhất là Quả bóng vàng, cầu thủ xuất sắc nhất năm. Manchester United bất ngờ bị tỷ phú Mỹ Malcolm Glazer mua đứt với giá 790 triệu bảng.
- 2006: 24 năm là con số người Ý đã phải chờ đợi để nâng cao cup vàng tại Word Cup 2006 khởi tranh tại Đức. Tay vợt người Thụy Sĩ Roger Federer tiếp tục khẳng định vị thế của mình khi trong năm 2006 anh lọt vào 16 trận chung kết trong tổng số 17 giải tham gia và 12 lần giành chức vô địch. Barcelona lên ngôi vô địch C1 cùng dàn hào thủ của mình. Tháng 5/2006, bê bối rúng động Serie A được phanh phui, kết quả khiến cho Juve bị đánh tụt hạng, mất 2 scudetto, 4 CLB ở Serie A là Milan, Fiorentina, Lazio, Reggina và 2 đội khác ở Serie B là Arezzo, Triestina bị phạt trừ điểm.
- 2007: Siêu sao điền kinh một thời Marion Jones thừa nhận sử dụng doping khi thi đấu. Lại một năm thống trị nữa của Roger Federer khi tay vợt người Thụy Sĩ lọt vào 12 trận chung kết và 8 lần giành chiến thắng (trong đó có 3 Grand Slam). "Người đặc biệt" José Mourinho nói lời chia tay với Chelsea sau khi có những xích mích với chủ tịch Abramovich. Giải đua xe đạp Tour de France bị truyền thông và người hâm mộ ghẻ lạnh vì vấn nạn doping.
- 2008: Việt Nam đánh bại người Thái, qua đó lần đầu tiên vô địch AFF Suzuki Cup. Olympic Bắc Kinh là lần đầu Trung Quốc đứng ra tổ chức. Thế vận hội Bắc Kinh chứng kiến hai hiện tượng hiếm có của thể thao đó là: Michael Phelps (Bơi lội) và Usain Bolt (Điền kinh). Tay vợt người Tây Ban Nha Rafael Nadal bất ngờ soán ngôi Roger Federer trong một năm đuối sức của tay vợt người Thụy Sĩ. Lewis Hamilton trở thành nhà vô địch F1 trẻ tuổi nhất khi mới 23 tuổi 300 ngày. Tây Ban Nha lên ngôi vô địch Euro 2008 sau bàn thắng duy nhất của Fernando Torres. Manchester United nhuộm đỏ trời âu với 3 danh hiệu vô địch Premier League, Champions League, Club Word Cup.
- 2009: Sau năm 2008 để Nadal vùng lên soán ngôi số một thế giới, “Tàu tốc hành” Thụy Sĩ đã giành lại đỉnh cao cùng mùa giải có nhiều sự kiện đáng nhớ. Pep Guardiola cùng với Barcelona tạo ra một năm đáng nhớ với cú ăn 6 lịch sử. Lão tướng Jenson Button qua mặt các tài năng trẻ để đoạt chức vô địch F1 thế giới lần đầu tiên, sớm một chặng đua. Đội Brawn GP (tiền thân là Honda) của anh cũng đăng quang trước một Grand Prix. Real Madrid chi 80 triệu bảng để chiêu mộ Cristiano Ronaldo nhằm lật độ ách thống trị của Barcelona lúc bấy giờ.
- 2010: Lê Quang Liêm tỏa sáng ở đấu trường quốc tế. Tây Ban Nha lần đầu vô địch Word Cup 2010 trong sự tiếc nuối của các cầu thủ Hà Lan khi Andrés Iniesta đã ghi bàn duy nhất ở hiệp phụ. 2010 là năm đầu tiên Tiger Woods không giành bất cứ danh hiệu nào trong sự nghiệp thi đấu chuyên nghiệp của mình vì Scandal tình ái. Tài năng trẻ Rafael Nadal nổi lên thăng hoa khi đoạt lại ngôi vương từ tay của đàn anh Roger Federer. Sebastian Vettel vô địch thế giới đầu tiên ở tuổi 23 lẻ 135 ngày - trẻ nhất lịch sử làng đua F1.
- Giải vô địch bóng đá Đông Nam Á 2018. Giải đấu được tổ chức từ ngày 8 tháng 11 đến ngày 15 tháng 12 năm 2018.
- Giải vô địch bóng đá U-23 Đông Nam Á 2022. Giải đấu được tổ chức từ ngày 14 tháng 2 đến ngày 26 tháng 2 năm 2022.